# 中國人民解放軍駐香港部隊大廈

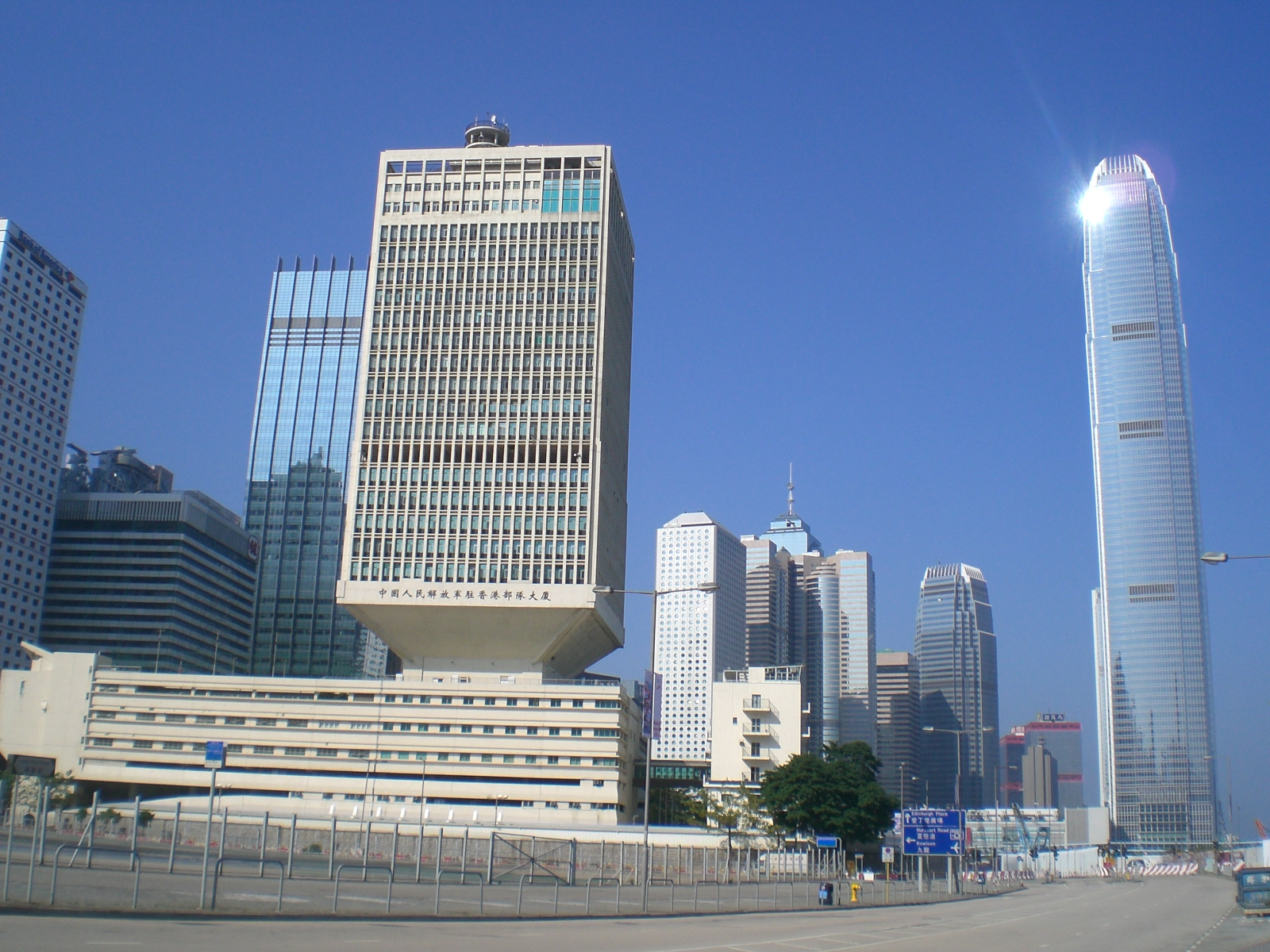
外牆翻新前的中國人民解放軍駐香港部隊大廈

中國人民解放軍駐香港部隊大廈位於香港香港島金鐘夏愨道1至9號，為中國人民解放軍駐香港部隊總部，屬於中環軍營一部份。

## 特色
中國人民解放軍駐香港部隊大廈外形尤如酒杯，底部呈向內傾斜的漏斗形狀，由本地建築師潘孝維設計，具有防衛用途。
解放軍駐港部隊大廈有份參與大型燈光音樂匯演──幻彩詠香江。

## 歷史

### 英屬香港時期
1979年，駐港英軍總部由域多利兵房搬遷到中環海旁的新基地──威爾斯親王大廈（英語：Prince of Wales Building）。在英屬香港時期，添馬艦海軍基地會定期開放，供香港市民入內參觀，並可登上英軍艦艇及觀賞軍事表演。
1997年，隨著香港主權移交，此大廈於移交前夕正式騰空，當中駐港英軍總部遷至位於漆咸號巡防艦上的臨時總部。同年6月30日午夜，大不列顛及北愛爾蘭聯合王國及中華人民共和國兩國防務交接儀式在此舉行。7月1日零時，中國人民解放軍正式接管該幢建築物。2000年5月，立法會通過《2000年軍事設施禁區（修訂）令》，於2002年1月1日將該幢建築物改名為中國人民解放軍駐香港部隊大廈。

### 香港特區時期
据香港01报道，驻港部队曾在2005年装修中国人民解放军驻香港部队大厦时，发现大厦墙体内装有多个窃听器。由于难以确认窃听器是否被彻底清除，因此驻港部队若干机要部门均不在大厦内办公，大量楼层也因此空置。
2012年6月11日，中國人民解放軍駐香港部隊宣佈，中環軍營於同年7月開始展開為期20個月的整理及維修工程，進行設施加強，並且透過改善建築物來營造威嚴及莊重的形象。為了配合需要，大部份本來駐守於中環軍營的軍人已經暫時遷往九龍昂船洲海軍基地。
2013年12月26日，香港人優先組織成員招顯聰聯同多人以反對興建中區軍用碼頭為示威主題，持香港旗試圖闖進中國人民解放軍駐香港部隊大廈，被兩名站崗軍人制止及驅逐，並且關上大閘戒備。同月27日，中國人民解放軍駐香港部隊發言人表示，中環軍營屬於軍事禁區，4人的行為涉嫌違反《駐軍法》、《公安條例》及《受保護地方條例》等；駐港部隊已經向香港警務處舉報，將案件由警察處理。2014年1月1日，中區重案組分別在筲箕灣、長洲和中環拘捕其中5人，涉嫌觸犯《公安條例》，在無許可證情況下進入香港駐軍禁區。
2014年1月3日下午，一名男子試圖闖進中國人民解放軍駐香港部隊大廈，被站崗軍人制止，最終被香港警務人員拘捕，案件暫時列作可疑人發現處理。
2021年6月5日下午約5時，一名的士司機駕車闖入中環軍營，撞毁一道黃黑色車閘後停下。的士司機無大礙，一度被軍人帶入軍營內協助調查，其後交警方帶走調查。其後警方稱其涉嫌觸犯《公安條例》，在無許可證情況下進入香港駐軍禁區及刑事毀壞。

## 圖片

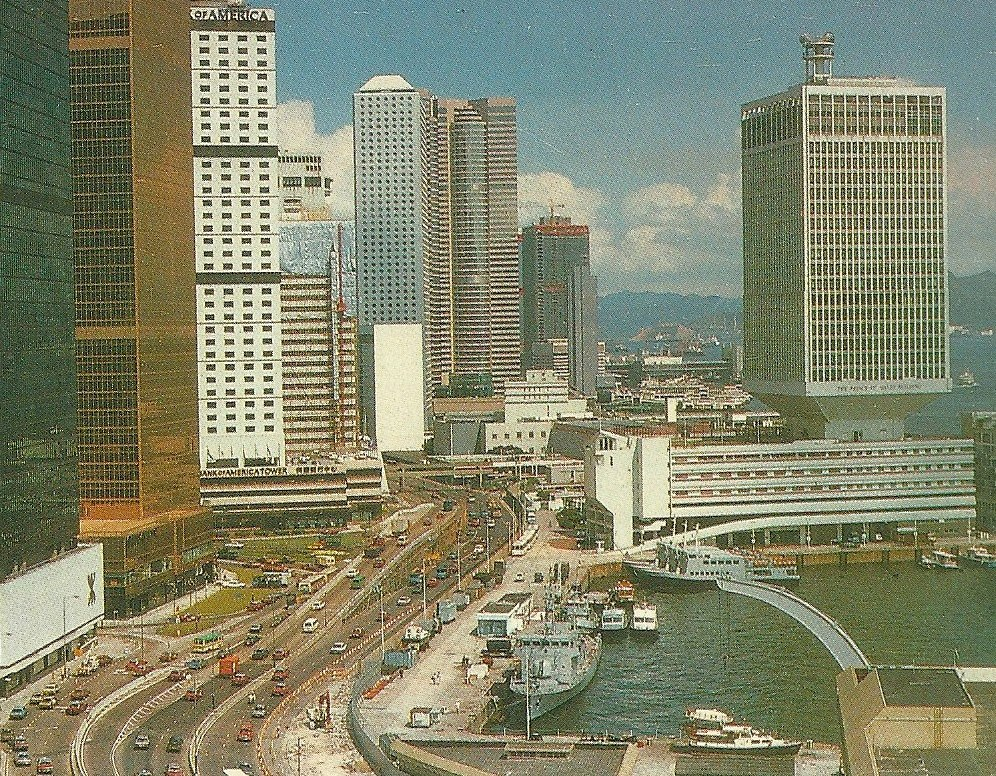
1987年的威爾士親王大廈
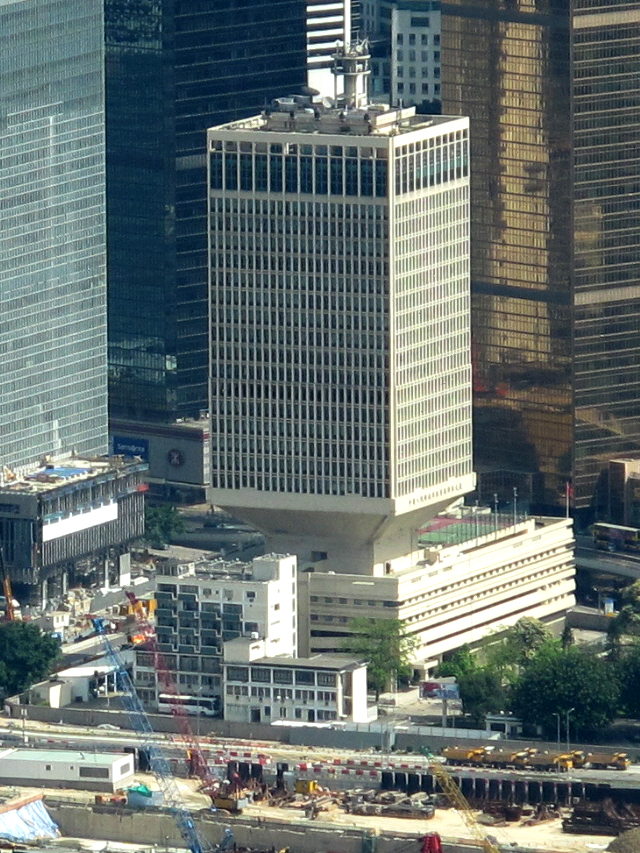
翻新前的駐香港部隊大廈（2011年5月）
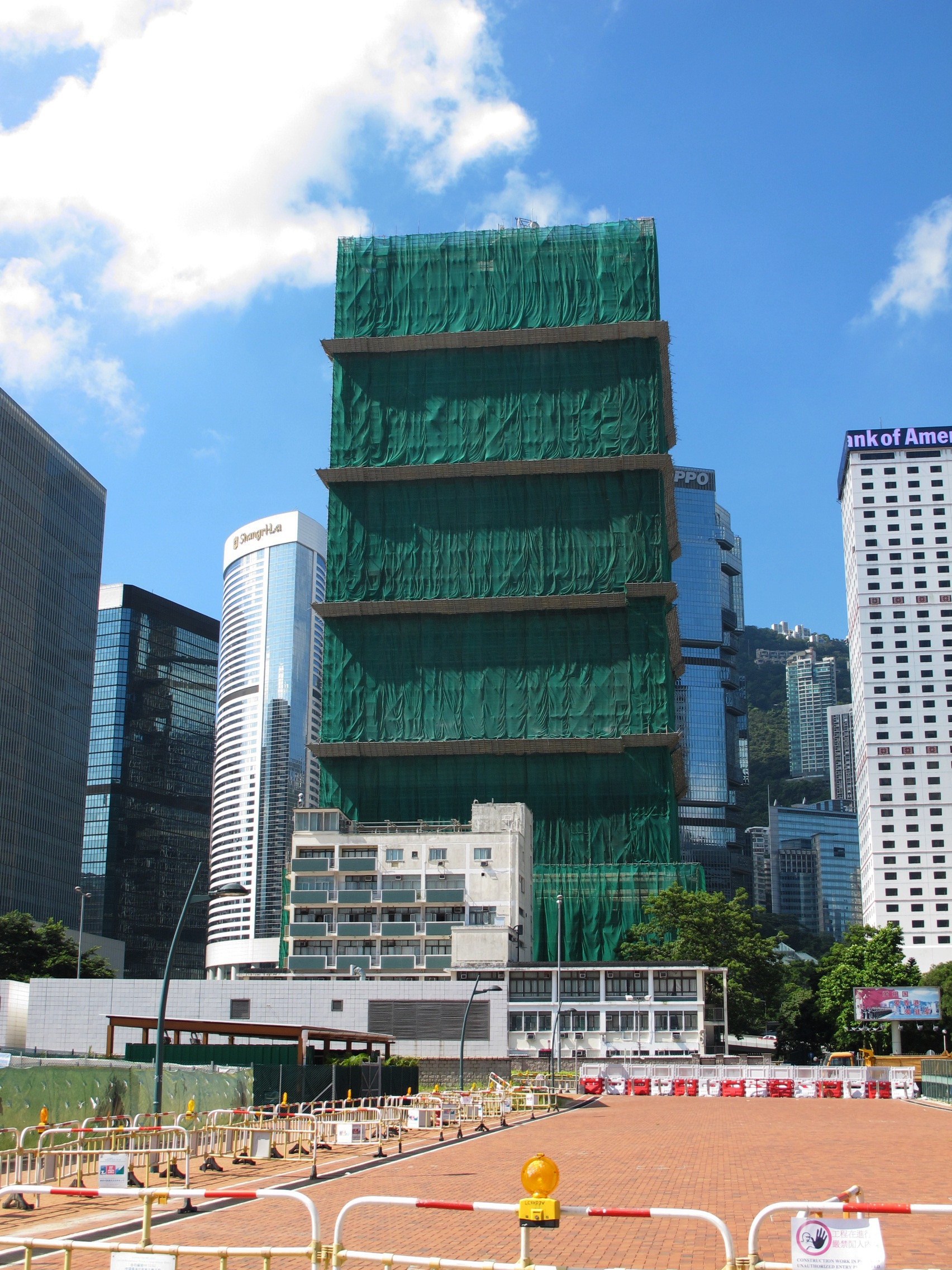
正進行翻新的駐香港部隊大廈（2013年8月）
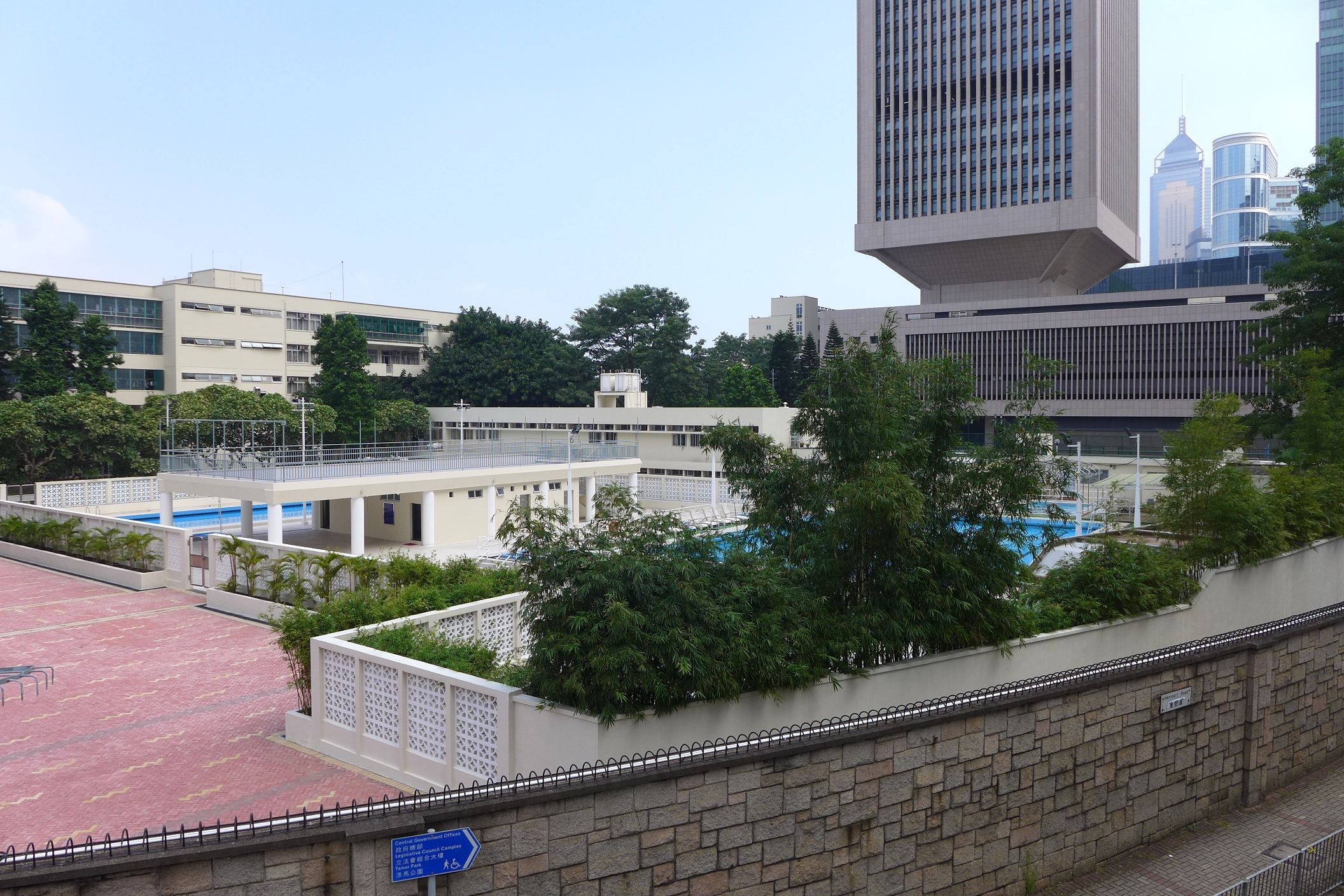
中環軍營內貌
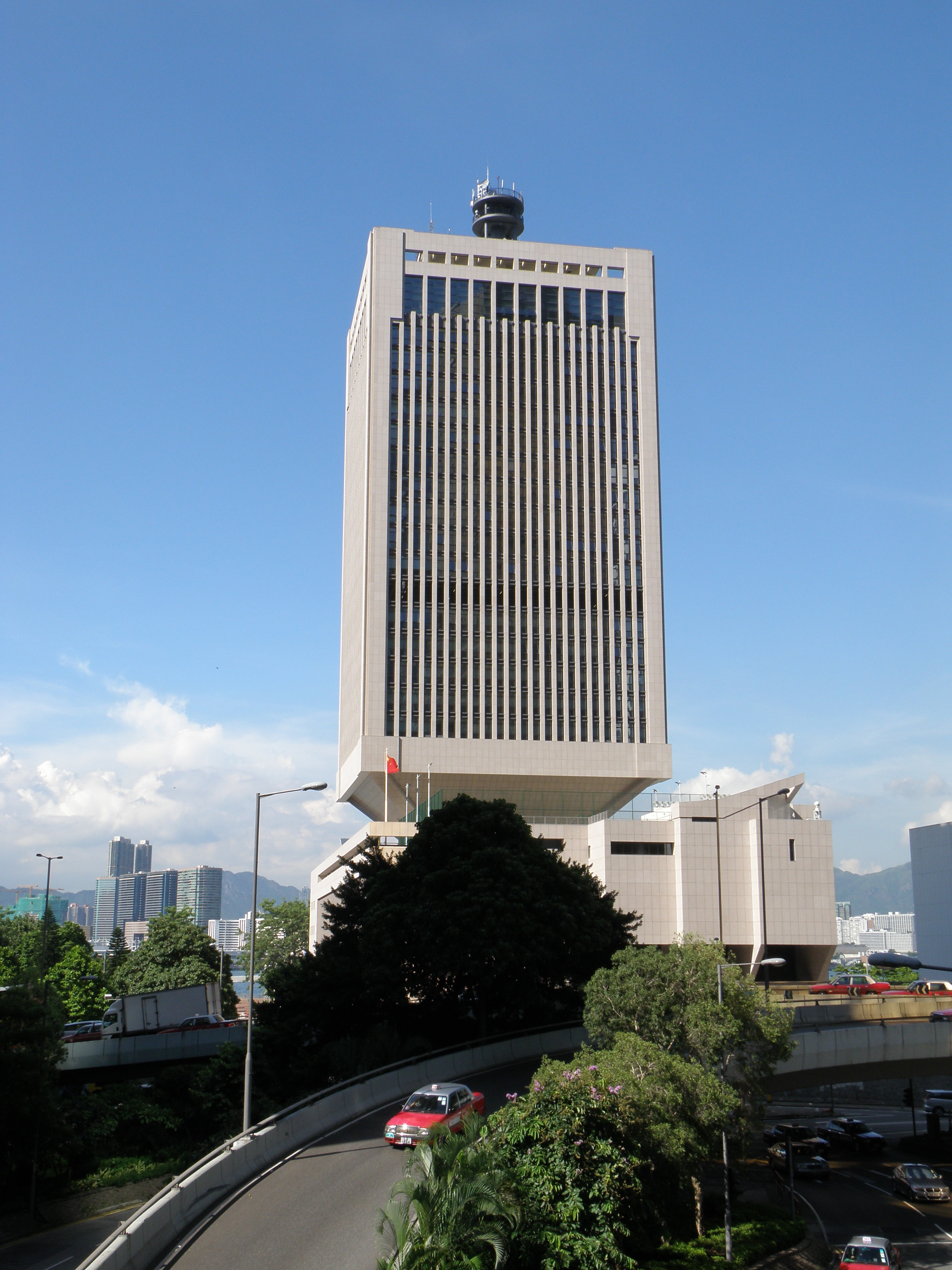
從紅棉路望中國人民解放軍駐香港部隊大廈

## 相關參見
- 香港軍事
- 添馬艦
- 夏慤道
- 中區軍用碼頭